# Habropogon exquisitus
Habropogon exquisitus är en tvåvingeart som först beskrevs av Christian Rudolph Wilhelm Wiedemann 1820.  Habropogon exquisitus ingår i släktet Habropogon och familjen rovflugor. Inga underarter finns listade i Catalogue of Life.